# Doris olivacea
Doris olivacea is een slakkensoort uit de familie van de Dorididae. De wetenschappelijke naam van de soort werd voor het eerst geldig gepubliceerd in 1900 door Verrill.